# Prélude cis-Moll op. 45

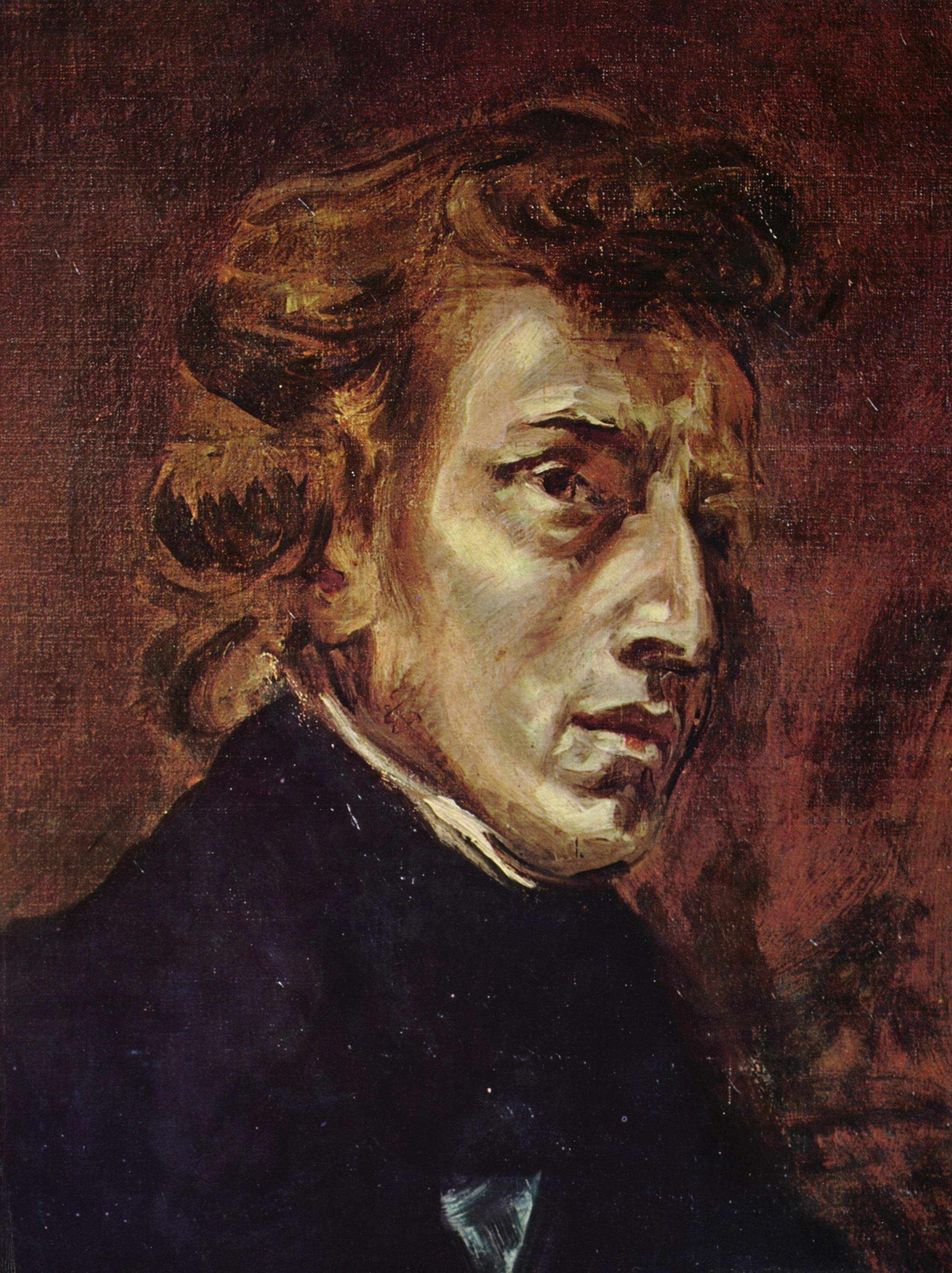
Chopin, Porträt von Eugène Delacroix

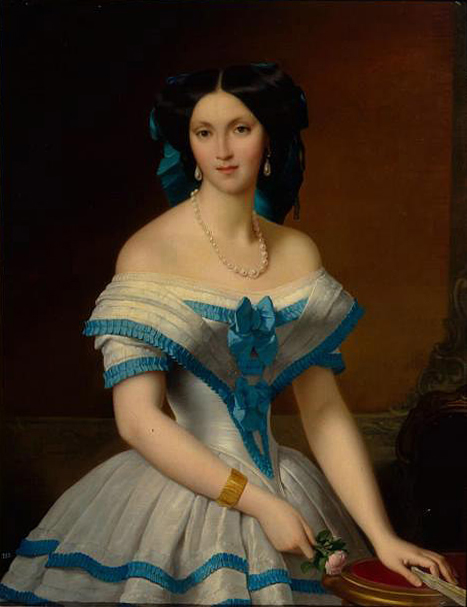
Elisabeth Tschernyschjowa, Porträt von Alexis Joseph Pérignon, 1853

Das Prélude cis-Moll op. 45 ist ein Klavierstück von Frédéric Chopin, das 1841 entstand.

## Entstehung
Chopins ehemaliger Verleger Maurice Schlesinger war vom Erfolg der 24 Préludes und dem öffentlichen Konzert beeindruckt und bedauerte, dass die Sammlung nicht von ihm herausgegeben worden war. So bat er den Komponisten, ein weiteres Stück für ihn zu schreiben. Da Chopin bei Schlesinger noch Schulden hatte und ohnehin zu ihm zurückkehren wollte, war er einverstanden. Mit dem Empfang des eigenständigen Préludes wurde die Zusammenarbeit der beiden wieder aufgenommen und der Verleger akzeptierte Chopins Bedingungen für die Herausgabe weiterer Werke.
Die Erstausgabe erschien allerdings im November 1841 in Wien, im Verlag von Pietro Mechetti, und zwar in dessen Album – Beethoven, zusammen mit Stücken von Carl Czerny, Theodor Döhler, Adolf Henselt, Friedrich Kalkbrenner, Franz Liszt, Felix Mendelssohn Bartholdy, Ignaz Moscheles, Wilhelm Taubert und Sigismund Thalberg. Der Erlös war für das Bonner Beethoven-Denkmal bestimmt. Am 12. Dezember 1841 folgte die französische Erstausgabe in Schlesingers Revue et Gazette musicale de Paris.
Chopin widmete das 1841 komponierte Werk der erst 15-jährigen Fürstin Elisabeth Tschernyschjowa (russisch Елизавета Александровна Чернышёва, * 11. Oktober 1826; † 11. Februar 1902), die seine Schülerin war. Wie Wilhelm von Lenz berichtet, war sie eine Tochter des damaligen russischen Kriegsministers, Fürst Alexander Tschernyschjow (1786–1857). Sie heiratete am 11. Oktober 1846 den Generalleutnant Wladimir Barjatinski (1817–1875).

## Inhalt und Besonderheiten
Im Gegensatz zu den meist knappen 24 Préludes seiner stilbildenden Sammlung handelt es sich um ein längeres, 92 Takte umfassendes Stück, das sich nicht einfach zuordnen lässt. Während Stimmung und Ausdrucksintensität, Vortragsbezeichnung (Sostenuto) und die gleichmäßige, legato zu spielende Achtel-Begleitung an ein Nocturne erinnern, fehlen ihm die rhythmischen Raffinessen, virtuosen Verzierungen und die dreiteilige Liedform, die diese Gattung kennzeichnen.
Das Stück beginnt mit einer improvisatorisch-nachdenklich wirkenden Einleitung absinkender Sextakkorde.
Vom Ais abgesehen werden hier alle zwölf Töne der chromatischen Tonleiter vorgestellt. Nachdem sich im vierten Takt über die Dominante Gis-Dur das cis-Moll als eigentliche Tonart des Werkes herausgebildet hat, entwickelt sich das Thema aus einer beständig fließenden Figur, die im tiefen Register anhebt, nach oben steigt und diese Bewegung wiederholt, wodurch die Stimmen der linken und rechten Hand verbunden werden. So erkennt der Hörer die Melodie und die von der Begleitung geprägte Harmonik nur am Anfang und Ende der Linien: Während oben eine aufsteigende Phrase endet, entwickelt sich unten bereits ein weiterführendes Klanggeschehen, wodurch es möglich ist, zwei musikalische Ebenen simultan erklingen zu lassen.
Zwei weitere Besonderheiten zeichnen dieses Werk aus: Die vielfältigen Modulationen, bei denen eine Phrase beständig in einer anderen Tonart endet und die sehnsüchtigen romantischen Vorhalte am Ende akkordischer Themen-Ketten (Takte 35 und 59), die an die Gefühlstiefe spätromantischer Musik erinnern, etwa die ausdrucksvollen langsamen Sätze Gustav Mahlers, zu denen das berühmte Adagietto aus seiner fünften Sinfonie zählt.
Nach einer kurzen, klanglich erlesenen Durchführung und der verkürzten Reprise des Themas überrascht die Cadenza (leggierissimo e legato) ab Takt 80. Zwar gibt es mit kleinen Noten notierte Kadenzen auch in anderen Werken Chopins – so dem Nocturne in H-Dur op. 9 und der Polonaise in d-Moll; mit ihrer harmonisch fein gezeichneten, chromatisch raffinierten Farbenpallette stellt sie indes ein Novum dar. Die parallelen Quint- und Sext-Bewegungen steigern sich dynamisch und enden laut in einem düsteren Quartsextakkord. Das nun folgende kurze und einstimmige Rezitativ bildet einen wehmütigen Gegensatz, in dem sich das Gefühl plötzlicher Einsamkeit und Verzweiflung äußert, eine Resignation, die bald zurückgenommen wird und einer eigenartigen Aufhellung nach D-Dur (dolce) weicht, die das ruhige und ernste Ende einleitet.